# 福井鉄道F1000形電車
福井鉄道F1000形電車（ふくいてつどうF1000がたでんしゃ）は、福井鉄道が保有する路面電車車両である。3車体連接・3台車方式の超低床電車で、「FUKURAM」（フクラム）の愛称を持つ。2013年（平成25年）から2016年（平成28年）にかけて4編成計12両導入された。営業運転の開始は2013年3月。
福井鉄道の路線である福武線で運用されるほか、えちぜん鉄道三国芦原線との相互直通運転（フェニックス田原町ライン、2016年3月運転開始）でも使用されている。

## 導入までの経緯
本形式が導入された福武線は、福井県の越前市・鯖江市・福井市を結ぶ20キロメートル余りの鉄道路線で、福井市内の一部に道路上を走る併用軌道区間がある特徴を持つ。

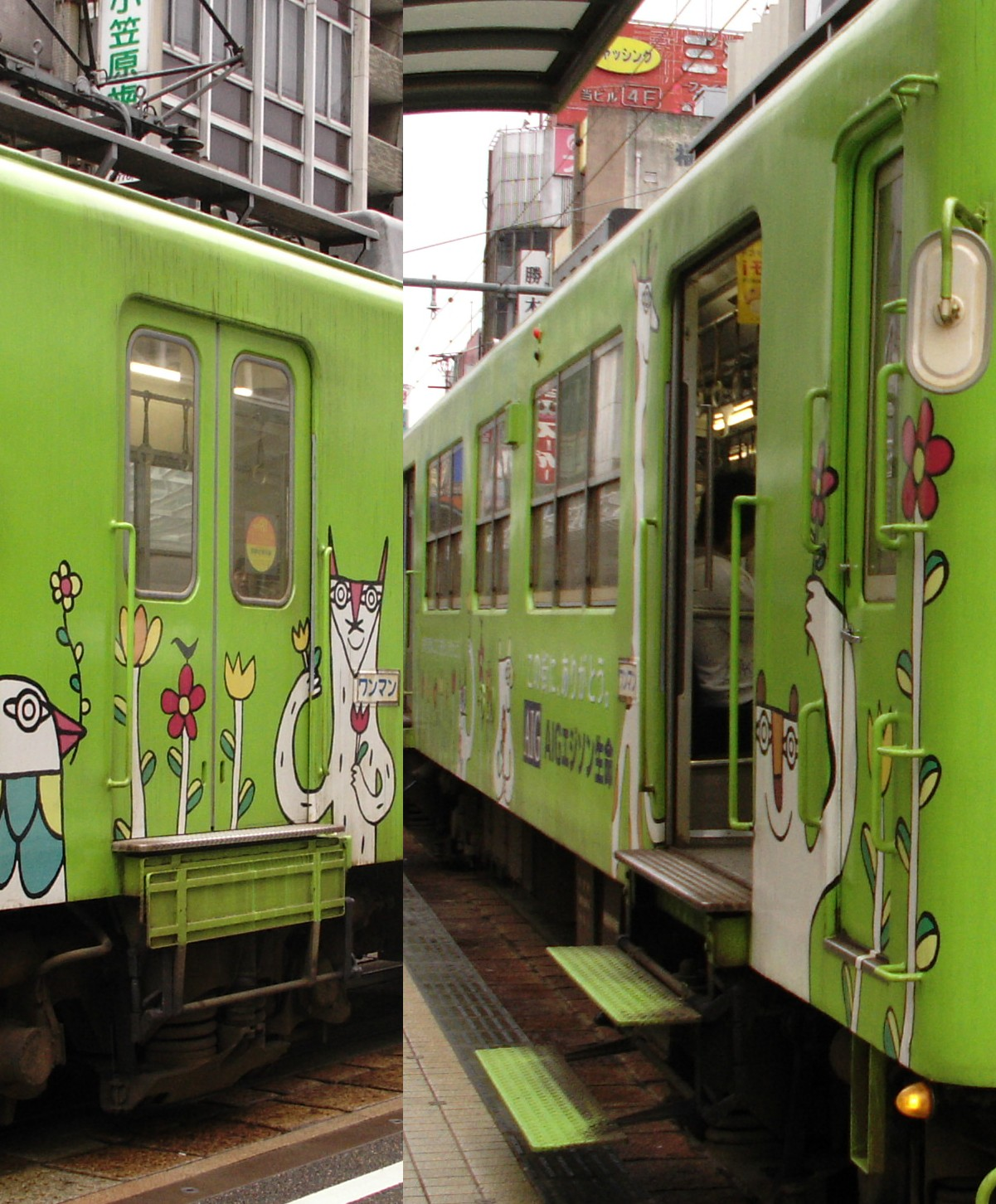
併用軌道区間のホームに停車した高床車と乗降に用いる補助ステップ（2006年撮影）

かつて福武線の列車は大型の高床車両で運転されており（併用軌道も含む）、併用軌道の停留場では停車の際に低床ホームとの間に大きな段差が生じていた。そこで福井鉄道は、2005年（平成17年）に親会社の名古屋鉄道（名鉄）から路線廃止に伴い不要となった低床路面電車車両（モ880形・モ770形・モ800形）を購入。翌年の運転開始に合わせ、併用軌道区間を除いた各駅のホームを切り下げて低床ホームに統一した。ただし、主として朝夕の通勤通学輸送にあてるため、200形をはじめとした一部の大型高床車両は残された。
低床車両導入後の2007年（平成19年）9月、福井鉄道が経営悪化のため福井県と福武線沿線3市に支援を要請したことで、福武線の存廃問題が浮上する。支援要請を受けて県と沿線3市は福井鉄道および名鉄と協議し、翌2008年（平成20年）3月に路線存続の方針を確認。5月には「福井鉄道福武線活性化連携協議会」を設置した。さらに、同年12月には沿線企業・団体で名鉄保有の福井鉄道の全株式を引き受け、会社の経営体制を変更した。こうした過程を経て、2009年（平成21年）2月には連携協議会で「福井鉄道福武線地域公共交通総合連携計画」を策定し、地域公共交通の活性化及び再生に関する法律に基づく鉄道事業再構築実施計画の認定を国から受けた。この再構築実施計画の期間は2018年3月までの10年間で、設備の更新および維持修繕に対する補助と沿線3市による鉄道用地取得の3点に対して総額55億2700万円（うち国庫補助10億円、その他は県・沿線3市などの負担）の財政支援を受けるものとされた。
上記の総合連携計画には、2006年以降も残存している大型高床車両を置き換えてバリアフリー化を推進すべく、新型車両4編成の導入も盛り込まれた。新型車両導入決定を受け、福井鉄道と県は車両メーカーと車両形式の選定を開始するが、作業にあたってはこの当時相互直通運転を検討していたえちぜん鉄道も、車両調達コストの圧縮と運行・メンテナンスの都合を考慮して加わっている。通勤通学輸送時の状況から少なくとも150 - 170人程度の定員が必要であるといった点が考慮され、検討の結果新潟トランシスが製造する100%低床構造の超低床車両で、3車体式の形式を採用することとなった。車両のコンセプトは「人と環境にやさしい」とされた。

### 導入計画
連携協議会が2012年（平成24年）3月に作成した「福井鉄道LRT整備計画」では、福井鉄道は新型の低床車両（本形式）を2012年度と2014 - 2016年度に1編成ずつ導入するものとされた。車両を導入しない2013年度は、車両基地を新型車両の保守修繕作業に対応するよう更新する。事業費は最初の編成については3億4690万円（うち国が1億1560万円、県が2億700万円、会社が2430万円を負担）、それ以後の編成については3億1690万円（うち国が1億560万円、県が2億700万円、会社が430万円を負担）を見込む。

## 車体・主要機器

### 車種について

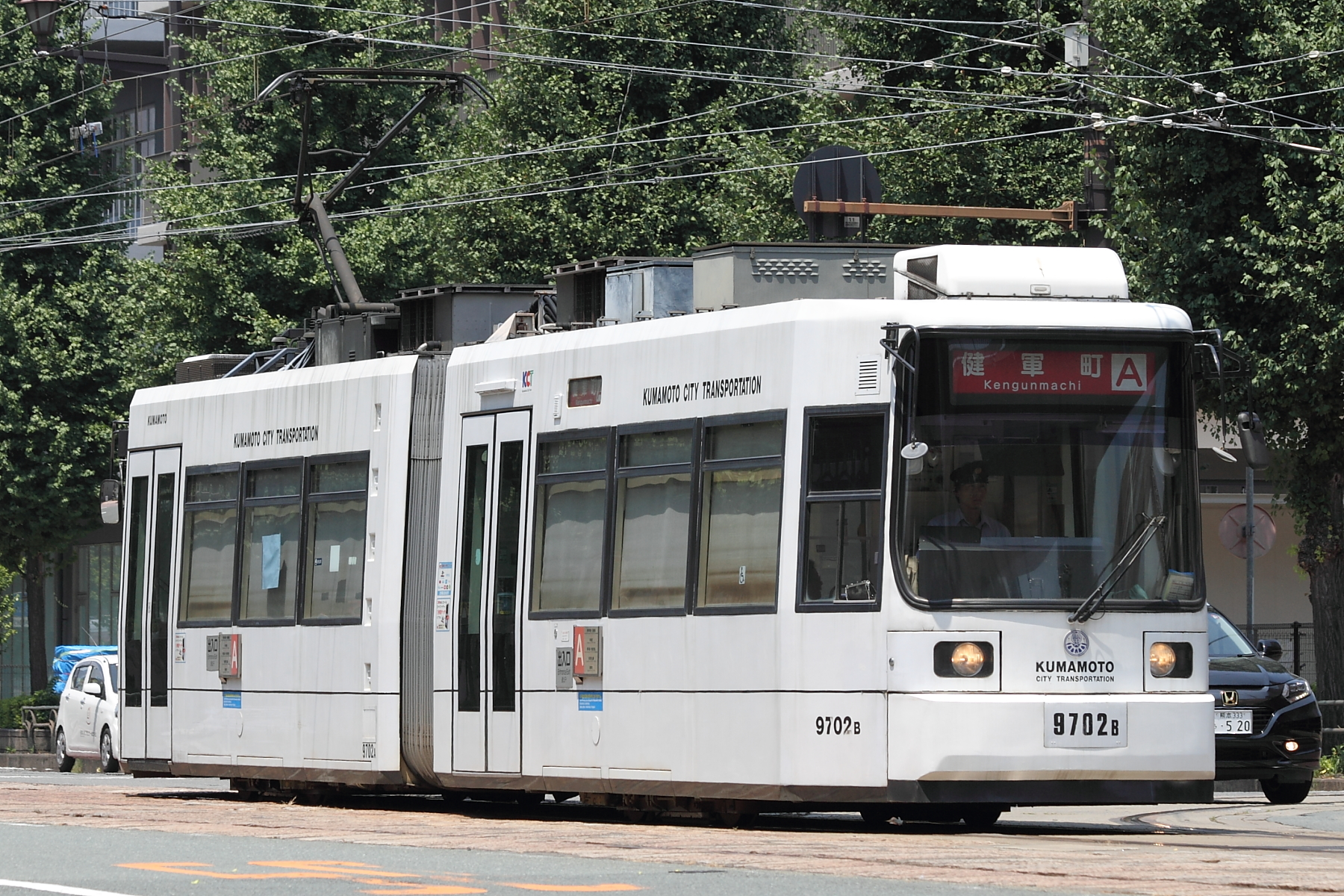
熊本市交通局9700形

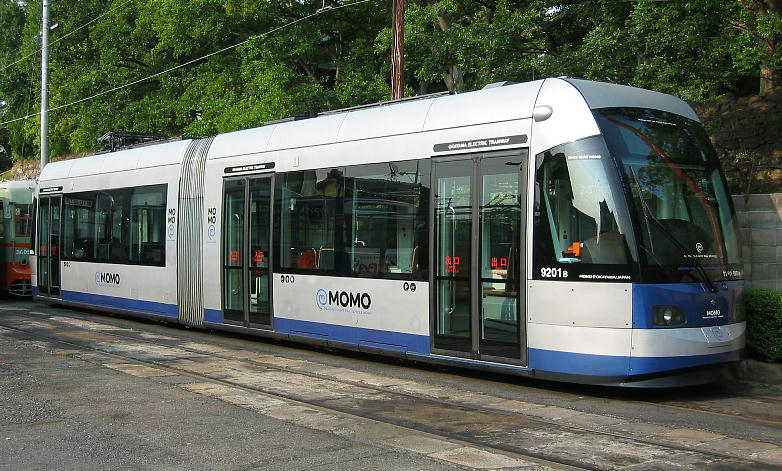
岡山電気軌道9200形

前述のように新潟トランシスが製造を担当した、3車体3台車式・100%低床構造の超低床電車である。新潟トランシスによる超低床電車製造は前身の新潟鐵工所時代にさかのぼり、日本への超低床車導入を目指していた同社はドイツのAEG（当時、後に再編によりアドトランツを経て現・ボンバルディア）と業務提携し、車軸のない独立車輪を用いて低床化を実現した「ブレーメン形」を日本市場へ導入することとなった。導入には「新潟鐵工所がAEGに代わって日本仕様の車体を設計・製作し、AEGから量産品の電機品・台車を輸入しそれらを車体に艤装して車両を製造する」という方法が採られ、1997年（平成9年）に熊本市交通局へ納入された9700形が導入第1号となった。
熊本に続いて2002年（平成14年）に岡山電気軌道へ納入された9200形では、アドトランツが新開発した超低床電車シリーズ「インチェントロ」の車体デザインを取り入れることにより、車体が丸みを帯びたものに変更された。以後、新潟トランシスが製造する超低床車はこの仕様を標準としており、本形式もブレーメン形の足回りにインチェントロの車体を組み合わせたモデルである。ただし、新潟トランシスがこれまでに製造した超低床車はすべて2車体2台車式であり、中間車を組み込んだ3車体3台車式車両の製造は本形式が初となった。
これらの車両製造の途中で、新潟トランシスはボンバルディアから台車製造のライセンスを取得して自社製造を行うようになっており、本形式では車体製造・艤装に加えて台車製造も担当した。

### 車体

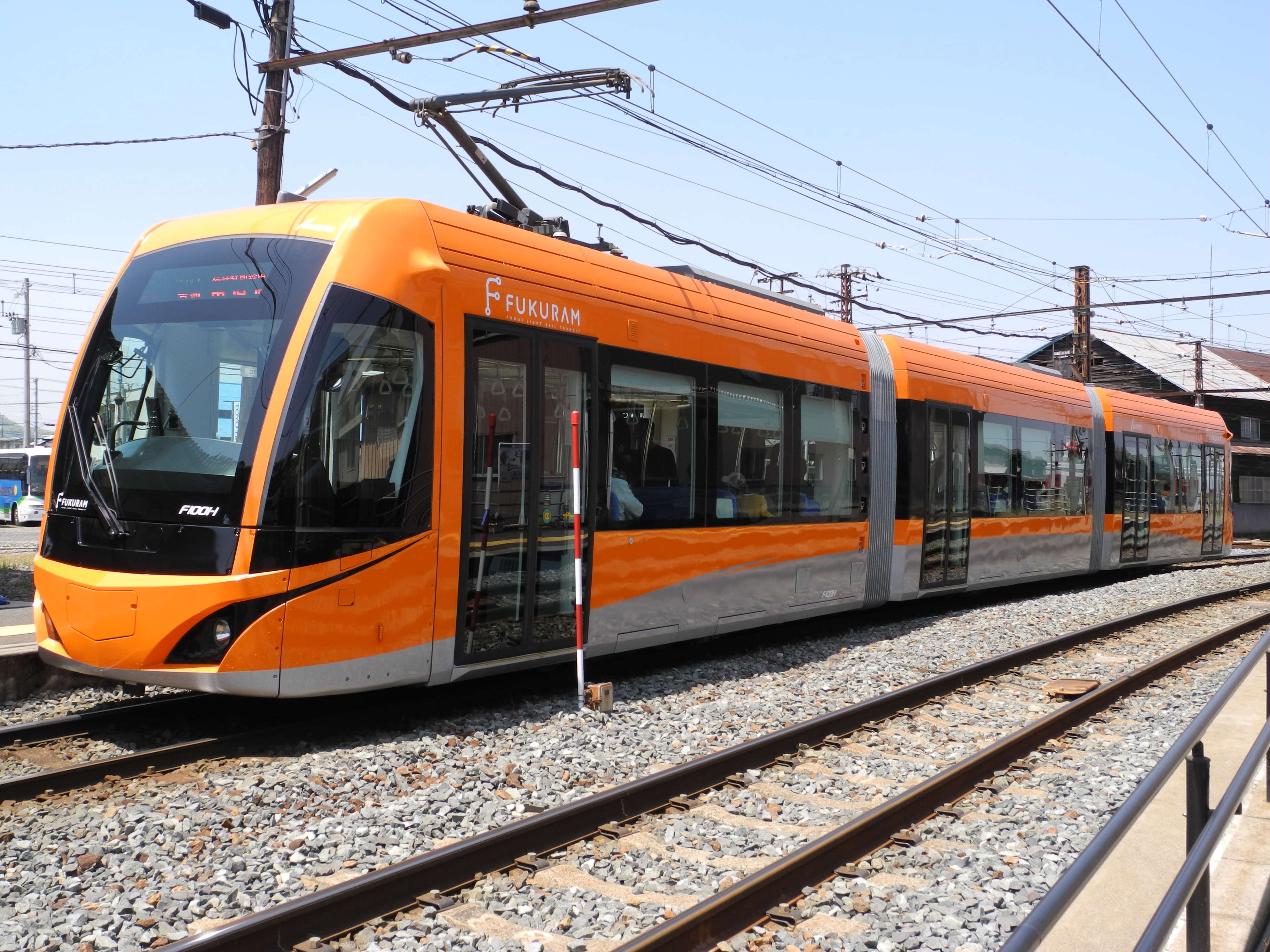
F1000形の外観
写真はF1001（北府駅・2013年4月）

車体構体には耐久性と保守性を考慮して耐候性鋼板（SPA）を、屋根と床板にはステンレス鋼板を用いる。先頭部はガラス繊維強化プラスチック（GRP）製である。側面は車体・ドア・ガラス・連接部幌の曲率を統一することで、編成全体の一体感を持たせている。塗装は車体下部にシルバーのラインが入るという点は各編成で共通するが、基本色が編成ごとに異なる（下記#運行開始と各車の状況と参照）。
連接部を除いた車体の長さは先頭車が8.82メートル、中間車が7.68メートルで、編成全体の長さは27.16メートル。車体の幅は最大2.65メートルで、他の新潟トランシス製超低床車より25センチメートル広い。これは福武線が200形などの大型車両も運行されることから、通常の路面電車より車両限界も大きいことによる。車体の高さ（パンタグラフ折りたたみ高さ）は3.437メートル、自重は37トン。
3車体のうちたけふ新駅方の先頭車を“A車”、田原町駅方の先頭車を“B車”、中間車を“C車”と称するが、車両の番号はたけふ新方から順に1 - 3と振られている（例えば第1編成のたけふ新方先頭車は「F1001-1」、中間車は「F1001-2」、田原町方先頭車は「F1001-3」となっている）。
ドアは電動スライド式のプラグドア（有効幅1.25メートル、両開き式）で、片側4か所ずつ計8か所の設置。編成図によると、ドア配置は先頭車運転台寄り以外は左右非対称（点対称）で、
- 進行方向に向って左側は1両目前寄り（運転台寄り）・2両目前寄り・3両目前寄り・同後寄り（運転台寄り）の4か所
- 進行方向に向って右側は1両目前寄り（運転台寄り）・同後寄り・2両目後寄り・3両目後寄り（運転台寄り）の4か所

という具合になる。無人駅停車時は、先頭のドアが降車口、前から2・3番目のドアが乗車口、最後部のドアが締切扱いとされる。

### 車内
| A車後部からC・B車に向って撮影した車内の様子。左は第1編成 (F1001)、右は第3編成 (F1003) のもので、手摺りの位置が異なる。（2016年6月） |  | A車後部からC・B車に向って撮影した車内の様子。左は第1編成 (F1001)、右は第3編成 (F1003) のもので、手摺りの位置が異なる。（2016年6月） |
| A車後部からC・B車に向って撮影した車内の様子。左は第1編成 (F1001)、右は第3編成 (F1003) のもので、手摺りの位置が異なる。（2016年6月） |  | |

| 客室座席。左は第1編成 (F1001)、中央は第3編成 (F1003) のもので、クッションの厚さが異なる。右は車椅子スペースを兼ねる折りたたみ座席。（2016年6月） |  | 客室座席。左は第1編成 (F1001)、中央は第3編成 (F1003) のもので、クッションの厚さが異なる。右は車椅子スペースを兼ねる折りたたみ座席。（2016年6月） |  | 客室座席。左は第1編成 (F1001)、中央は第3編成 (F1003) のもので、クッションの厚さが異なる。右は車椅子スペースを兼ねる折りたたみ座席。（2016年6月） |
| 客室座席。左は第1編成 (F1001)、中央は第3編成 (F1003) のもので、クッションの厚さが異なる。右は車椅子スペースを兼ねる折りたたみ座席。（2016年6月） |  | |  | |

レール上面から車内の床面までの高さは通路部分で39センチメートルだが、出入り口ステップ部分ではさらに下げて33センチメートルとし、乗降時のホームとの段差を極力小さくしている。
座席はクロスシートを中心に、一部でロングシートを配する。編成図によると、クロスシートは各車中央部に3列ないし4列ずつ配置。ロングシートは連接部寄りのドア向い側の計4か所にある。そのうちC車（中間車）のB車寄りにあるロングシートは折りたたみ座席になっており、車椅子スペースを兼ねる。またクロスシートは他の新潟トランシス製超低床車では1.5人掛け程度の幅だが、本形式では車体幅が広いため2人掛けとなっている。定員は着席53人・立席102人で合計155人。
内装は車体外観デザインと調和するよう明るい色彩のものとされた。室内灯にはLEDを使用しており消費電力の抑制を図っている。

### 台車・床下機器
台車は各車中央部に1台ずつ、車輪同士を繋ぐ車軸を省いた独立車輪4輪からなるボルスタレス式ボギー台車を配する。台車・車体間の枕ばねにはゴムばねが使用され、車輪・台車枠間の軸ばねにはゴムばねとコイルばねが併用されている。車輪を台車枠に対して保持する軸箱支持方式はスイングアーム式と呼ばれるもの。また車輪には防音・防振による乗り心地の改善を目的に、ゴムを挟み込んだ弾性車輪を使用する。車輪直径は660ミリメートル。
主電動機は出力100キロワットのかご形三相誘導電動機（東洋電機製造製、形式名：TDK6413-B）で、台車1台につき1基ずつ搭載。主電動機は車体側の客室座席直下に装荷されており、自在継手（ユニバーサルジョイント）を介して動力を駆動装置に伝えるという車体装荷式直角カルダン軸駆動方式を採用している。具体的には、駆動力は主電動機から自在継手、推進軸（スプライン軸）、かさ歯車、2段減速平歯車装置を経て片側（電動機に近い側）の車輪に伝わり、さらに駆動軸（ねじり軸）を介して反対側の車輪に伝達される。なお主電動機から直接動力が伝わる動輪は主電動機に近い側の左右2輪のみであり、この動輪のみで駆動力とブレーキ力を賄うことから、台車・車体間の枕ばねを動輪側へ偏らせて粘着力の向上を図っている。
ブレーキは、主電動機を用いる電気ブレーキ（発電・回生併用）があり、これで低速域まで減速する。それ以降は機械ブレーキであるばね作用・油圧緩め式のディスクブレーキを用いる。ディスクの取り付け位置は台車ではなく主電動機の出力軸である。これらが常用ブレーキで、他にも別系統で蓄電池駆動の電磁吸着ブレーキ（トラックブレーキ）を保安ブレーキとして備えており、各台車車輪間に機器を設置する。また制動距離確保のため砂まき装置を装備しており、適宜散布できるほか滑走時や非常ブレーキ・保安ブレーキ使用時には自動的に砂が散布される。
設計最高速度は70キロメートル毎時である。

### 屋上機器

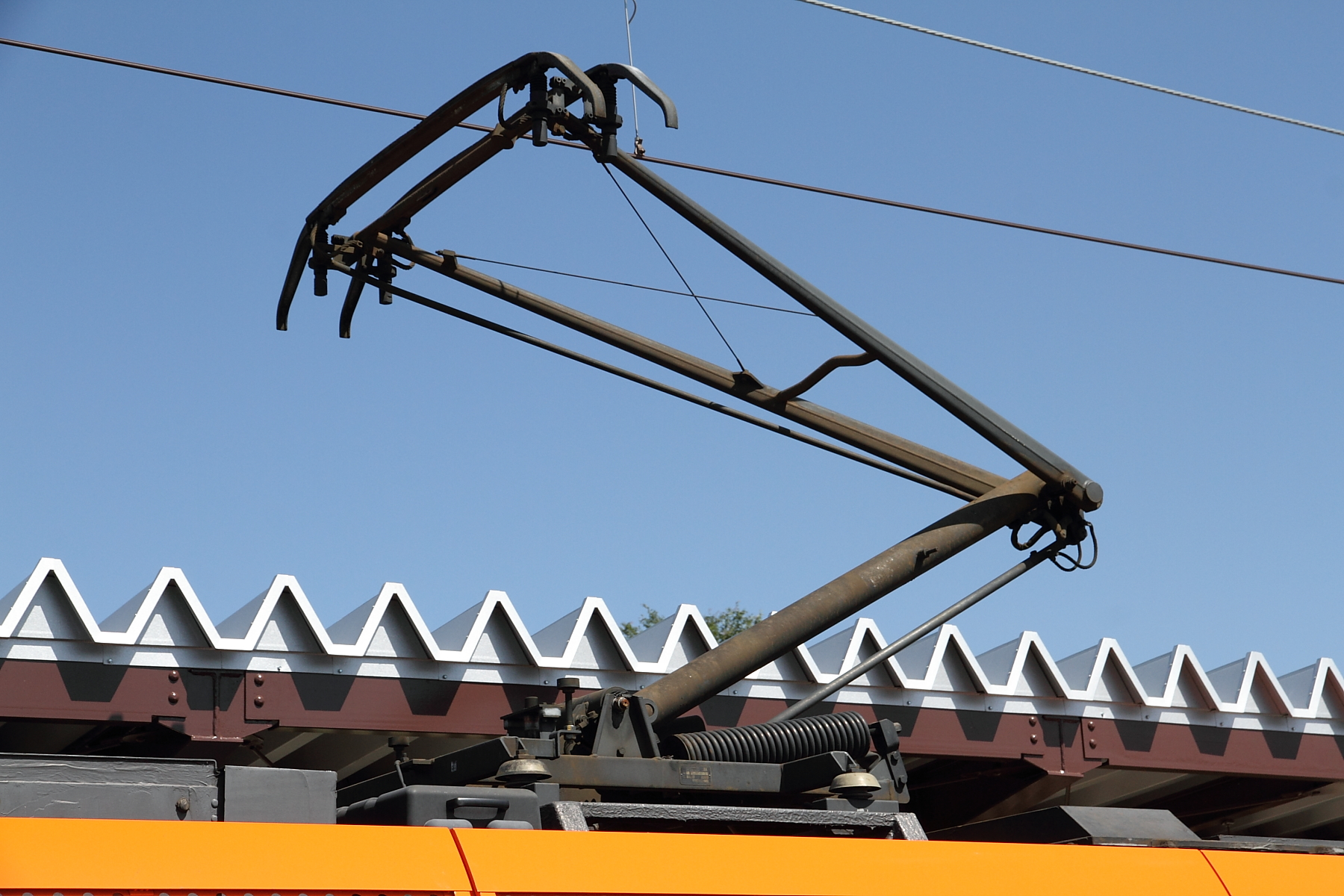
FB500.80形パンタグラフ（2016年6月）

床下機器は主電動機や駆動関連機器のみと最小限に留められており、主要な機器は屋根上に配置されている。集電装置はシングルアーム式パンタグラフ（形式名：FB500.80）で、先頭車のうちA車にある。主電動機への供給電力を制御方式はPWM制御・IGBT素子によるVVVFインバータ制御方式であり、新製車両では日本で初めてダイオードをSiC-SBDとしたハイブリッドSiCモジュールを量産採用した（改造車両を含めるとえちぜん鉄道MC7000形電車に続いて2例目である）。主電動機1基につき1群ずつ、計3群搭載されている。主制御装置は三菱電機製、配置はA車屋上に1C1M2群インバータ1基（形式名：MAP-102-75VD251）、C車（中間車）屋上に1C1M1群インバータ1基（形式名：MAP-101-75VD250）。
その他、屋上に配置された機器としては、冷房装置（各車、形式名：CU206SC）、蓄電池（C車）、補助電源装置（B車）がある。補助電源装置はIGBT素子による静止形インバータ (SIV) で、出力は55キロボルトアンペア。

### 運転台関連機器

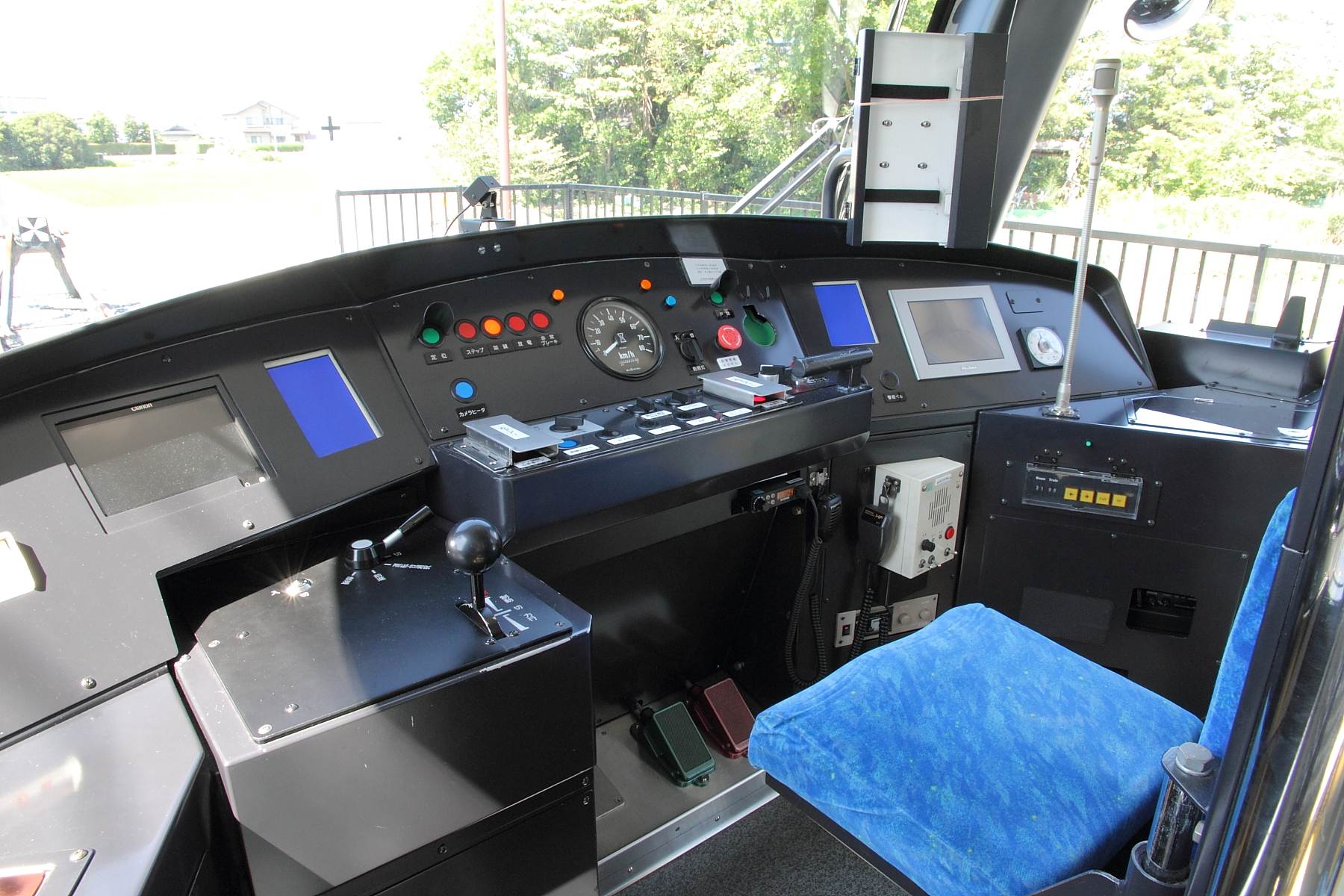
第1編成 (F1001) の運転台（2016年6月）

運転台は左右双方のホームに対応するため中央部に配置されている（運賃箱も運転席後ろの中央部にある）。マスター・コントローラーは左手扱いのワンハンドル式を採用する。車体のバックミラーは車外確認用の小型カメラで代用されており、その映像は運転台左右に配置されたモニターに表示される。

## 運行開始と各車の状況

### 第1編成（F1001）

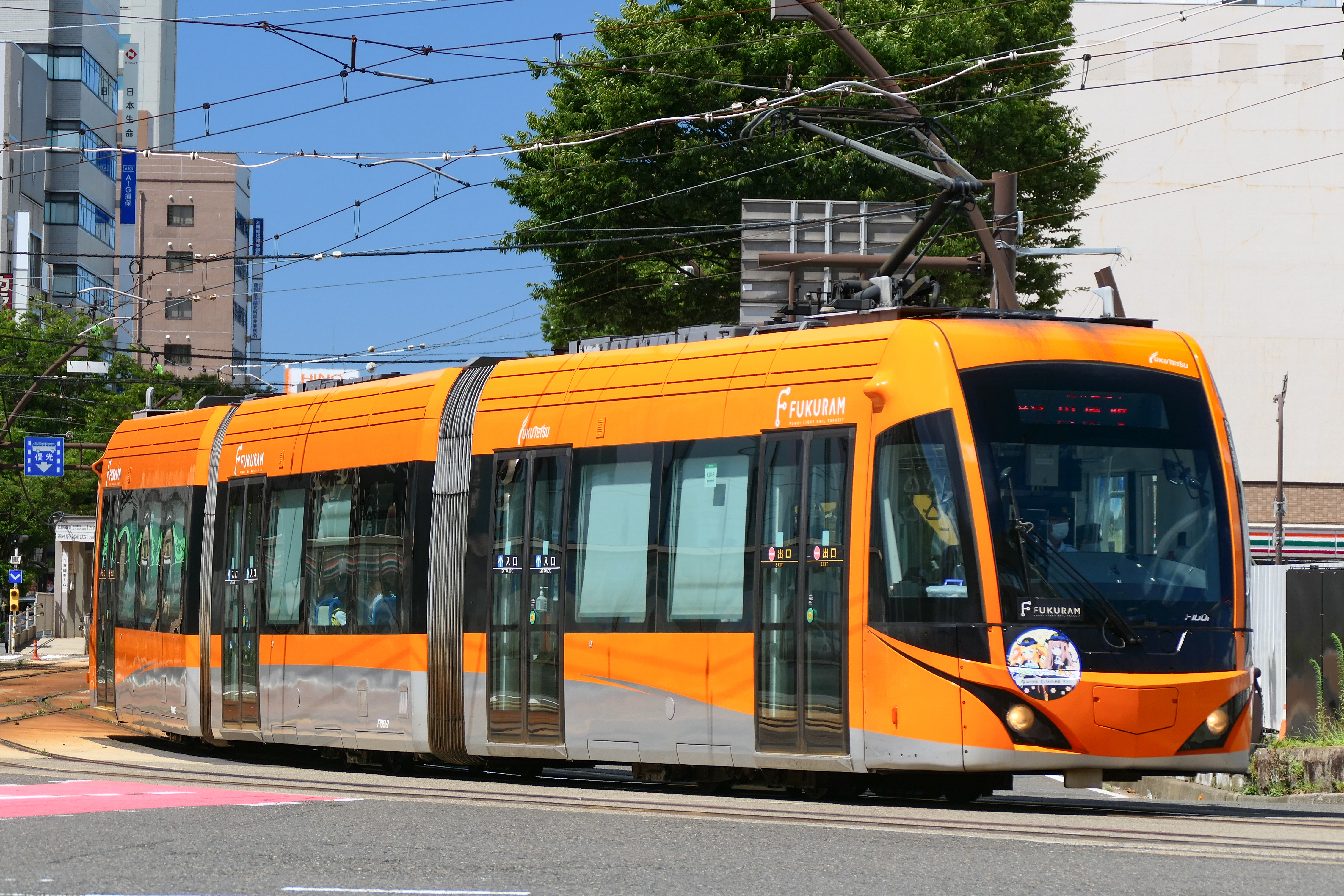
第1編成 (F1001)
（2022年7月 福井城址大名町電停付近）

第1編成（F1001）は、2013年（平成25年）3月12日に北府駅隣接の車両工場へ搬入された。製造費は約3億1700万円。福井鉄道が中古車両を除く新型車両を導入したのは1962年（昭和37年）の200形導入以来50年ぶりのことであった。竣工は3月27日付。30日に招待客らによる試乗会が行われ、翌31日に越前武生駅（現・たけふ新駅）にて出発式を行い、営業運転を開始した。
第1編成の車体塗装は、オレンジ色を基調に車体下部にシルバーのラインを入れたものとなっている。この塗装は運行開始に先立って県民投票にて決定された。投票は「新型車両デザイン総選挙」と銘打って2012年（平成24年）9月に実施。デザイン案は福井鉄道と仁愛大学（越前市）の学生らが選定したもので、インパクトがありなおかつ北陸の寒いイメージを払拭しようとの狙いから、暖色系3色（オレンジ・赤・黄）の単色またはそれぞれ下部にシルバーのラインを入れる、という計6案が選ばれた。福井県内在住・在勤者を対象とする投票の結果、6案のうちオレンジとシルバーのデザイン案が投票総数6,606票の3割超（2,028票）の支持を集めたことから採用されている。
運行開始後から県民の注目を集めて人気を博し、特に1か月後のゴールデンウィーク期間中には沿線のイベントも重なって本形式で運行された各列車は満員となった。この人気によって福井鉄道の2013年度上期（4月 - 8月）における乗客数は前年同期比で約6万3000人増加（8.7%増）したという。
2014年（平成26年）には鉄道友の会より、バリアフリーに対応した車内設備が評価され、福井県内の鉄道事業者としては初となる「ローレル賞」を受賞した。なお、授賞式は同年10月17日、越前市の福井鉄道本社にて開催された。

### 第2編成（F1002）

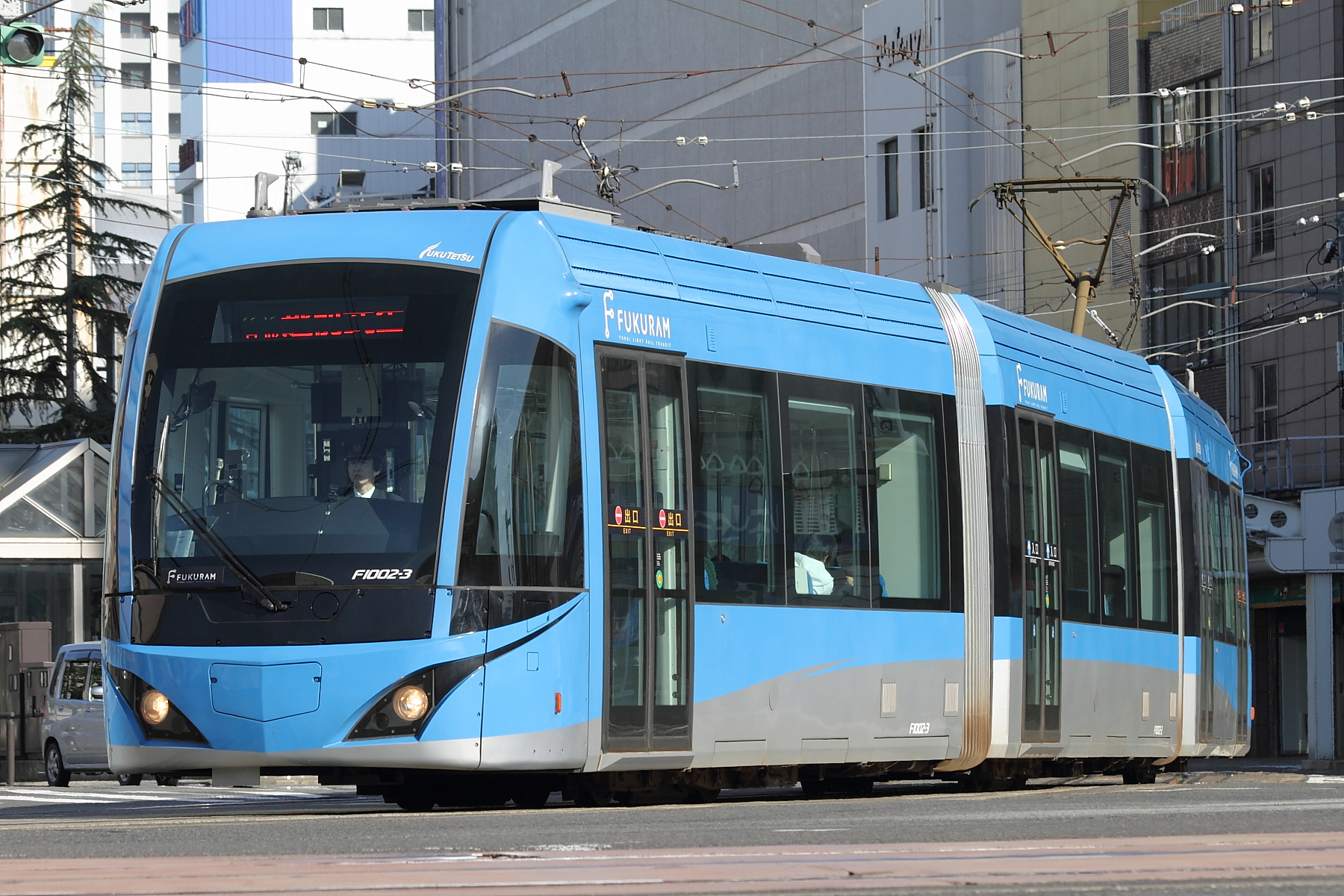
第2編成 (F1002)
（2016年3月 市役所前電停付近）

第2編成（F1002）は、2015年（平成27年）2月5日に福井鉄道の車両工場へ搬入された。車体の塗装はブルー。福井の海と空をブルーで表し、車体下部にシルバーのラインを加えることでさわやかさを表現したという。また車内ではシートの厚みを増して座りやすくする、天井の手摺りの位置を変更する、といった改良が加えられている。購入費用は3億1千万円。竣工は2月17日付で、翌18日より営業運転を開始した。
第2編成の導入に伴い、旧型車の200形に初めて廃車が出て、3編成のうち1編成（201編成、1960年製造）が2015年1月に解体されている。
営業運転開始後の2015年10月15日朝、第2編成は木田四ツ辻電停（当時・2016年3月商工会議所前へ改称）近くのフェニックス通り上にて最後部の車輪2つがレールから外れるという脱線事故を起こした。事故発生後終日運休となっていた福武線は翌日始発より運転を再開したが、福井鉄道では車両の安全確認のため当面F1000形を第1編成も含め2編成とも運転を取りやめるという措置をとった。脱線事故の主因がレールの幅が基準より拡大していたことであったため、12月28日までに全線にわたって補修工事を実施。31日より2か月半ぶりに第2編成が運転を再開し、同時に第1編成についても定期検査後に運転を再開すると発表された。
2024年（令和6年）3月より、コラボキャンペーンに合わせ位置情報連動型ゲーム「ステーションメモリーズ！」のラッピングが施されている。

### 第3編成（F1003）

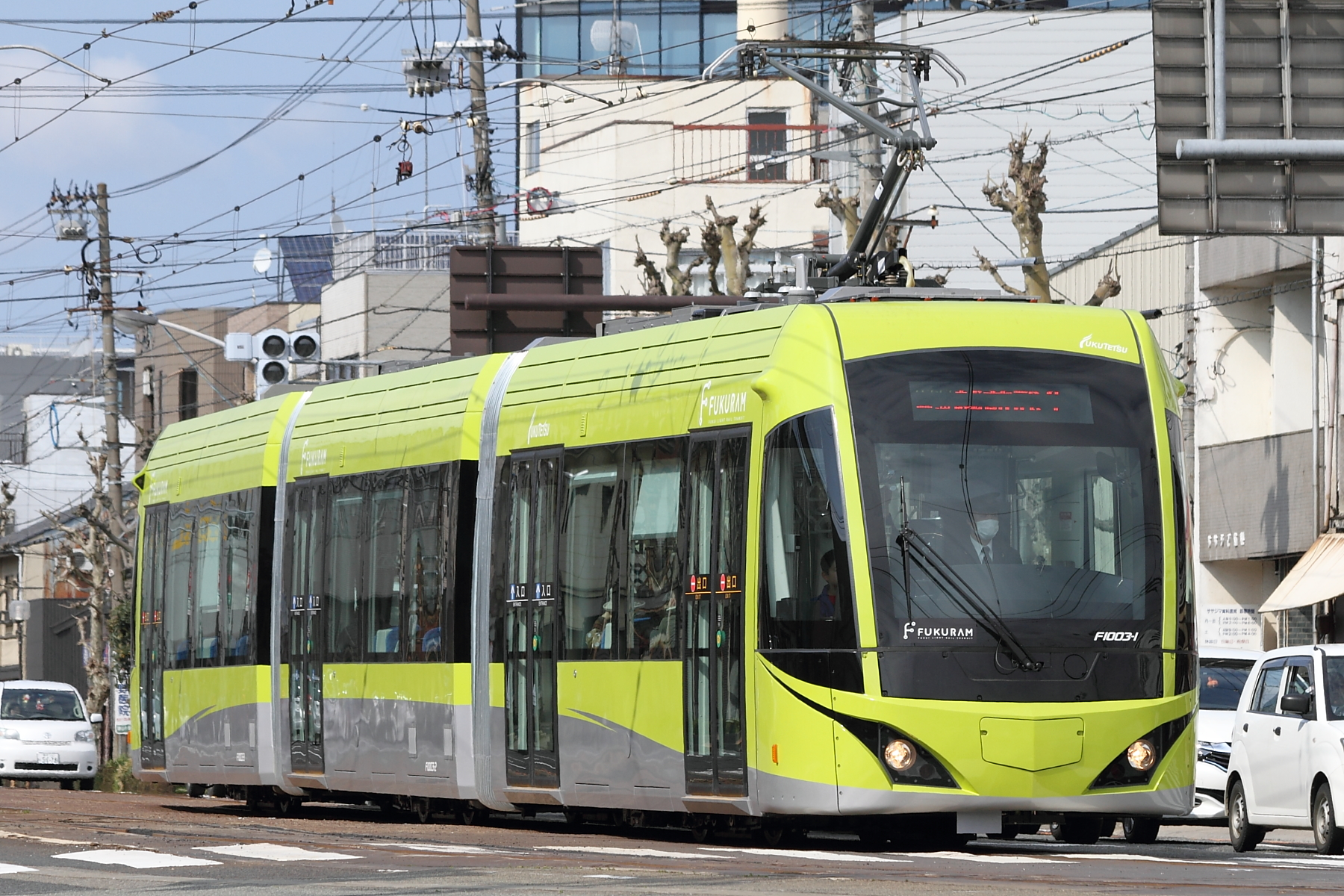
第3編成 (F1003)
（2016年3月 商工会議所前電停付近）

第3編成（F1003）は、2016年（平成28年）3月17日に福井鉄道の車両工場へ搬入された。車体の塗装はグリーン。さわやかで明るいグリーンを福井の緑に重ね、新芽のイメージによって未来への希望を表現したデザインという。外装を除いて第2編成からの仕様変更点はない。
竣工は3月20日付で、同日より営業運転を開始した。第3編成と入れ替わりで旧型車のうち200形202編成が廃車となっている。また200形203編成についても同年2月に休車となり、追って今後運行しないと決定された。
東京オリンピックの開催に伴い、2021年（令和3年）7月18日から本編成に福井市にゆかりのある6選手の大型全身写真がラッピングされた。運用を開始してから当形式の中では初めてのラッピングとなる。

### 第4編成（F1004）

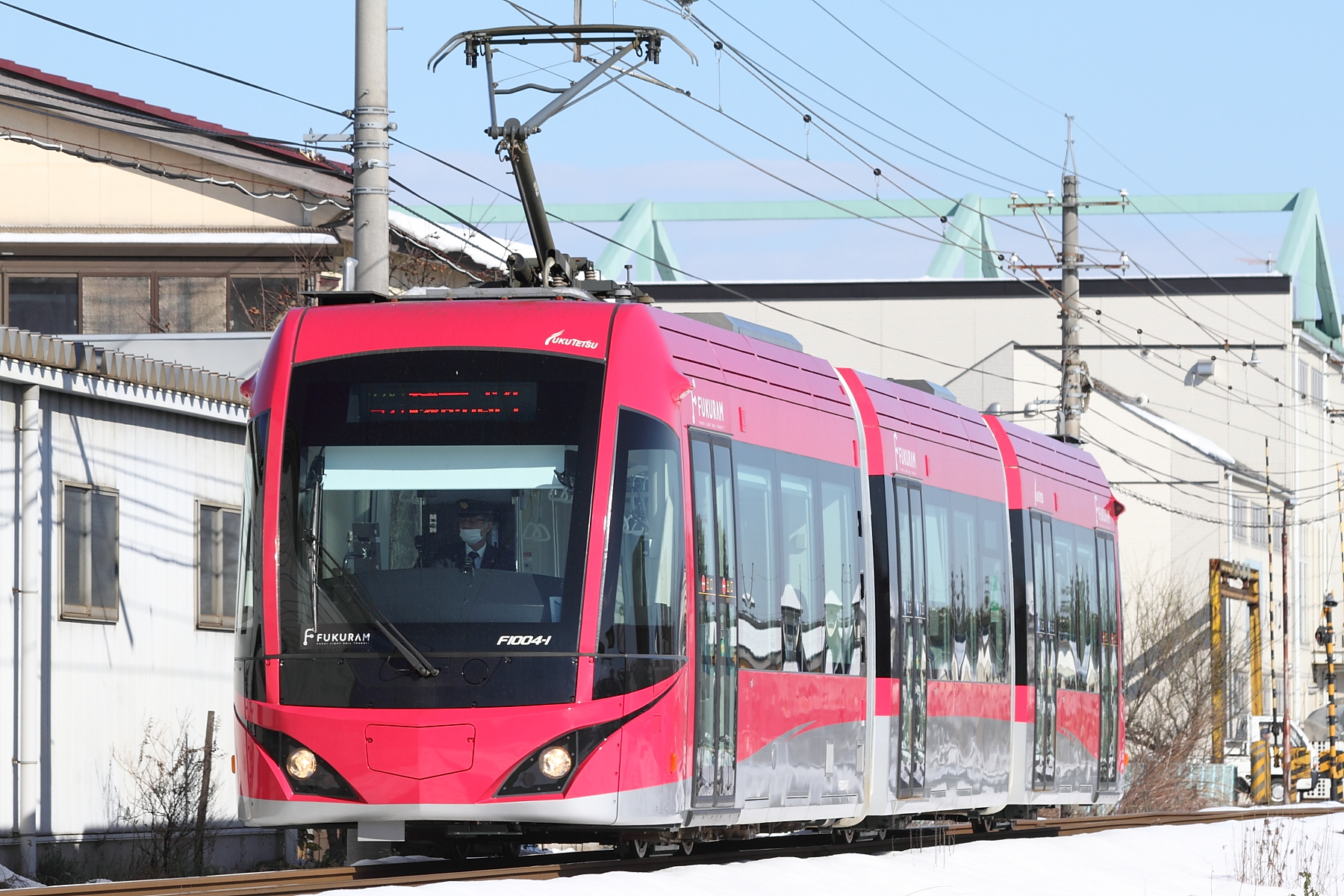
第4編成 (F1004)
（2017年1月 スポーツ公園駅）

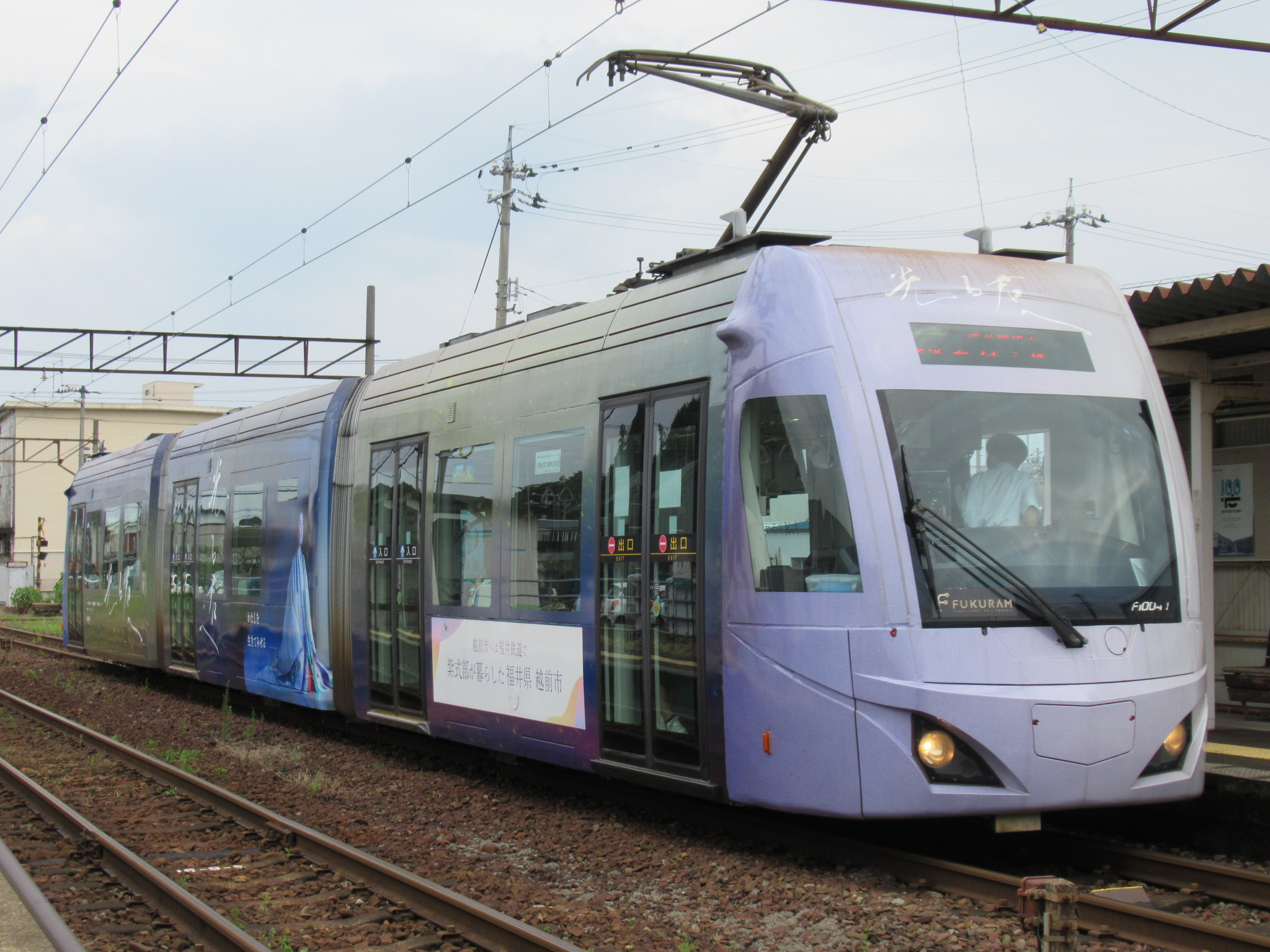
F1004「光る君へ」ラッピング車両
（2024年9月 花堂駅）

第4編成（F1004）は、2016年12月22日に福井鉄道の車両工場へ搬入された。車体の塗装は桜色。福井の春をイメージした車体色にシルバーのラインを配し、人同士を繋ぐ優しさや愛情を表現したデザインという。導入費用は3億3千万円。
竣工は12月29日付で、同日より営業運転を開始した。第4編成と入れ替わりで、旧型車の610形1編成（610）が翌2018年（平成30年）3月に廃車となった。
2022年（令和4年）12月、他編成のF1000形でパンタグラフ故障が発生した際に、予備のパンタグラフがないためそれ以前からドア故障のため運用を外れていたF1004のパンタグラフを転用して修理した。パンタグラフがない状態のF1004はドイツから新造品のパンタグラフが届く2023年（令和5年）8月まで長期運休となる見込みとなった。その後、同年9月1日より運用に復帰した。
2024年（令和6年）2月より、大河ドラマ「光る君へ」のラッピングが施されている。

### 愛称について

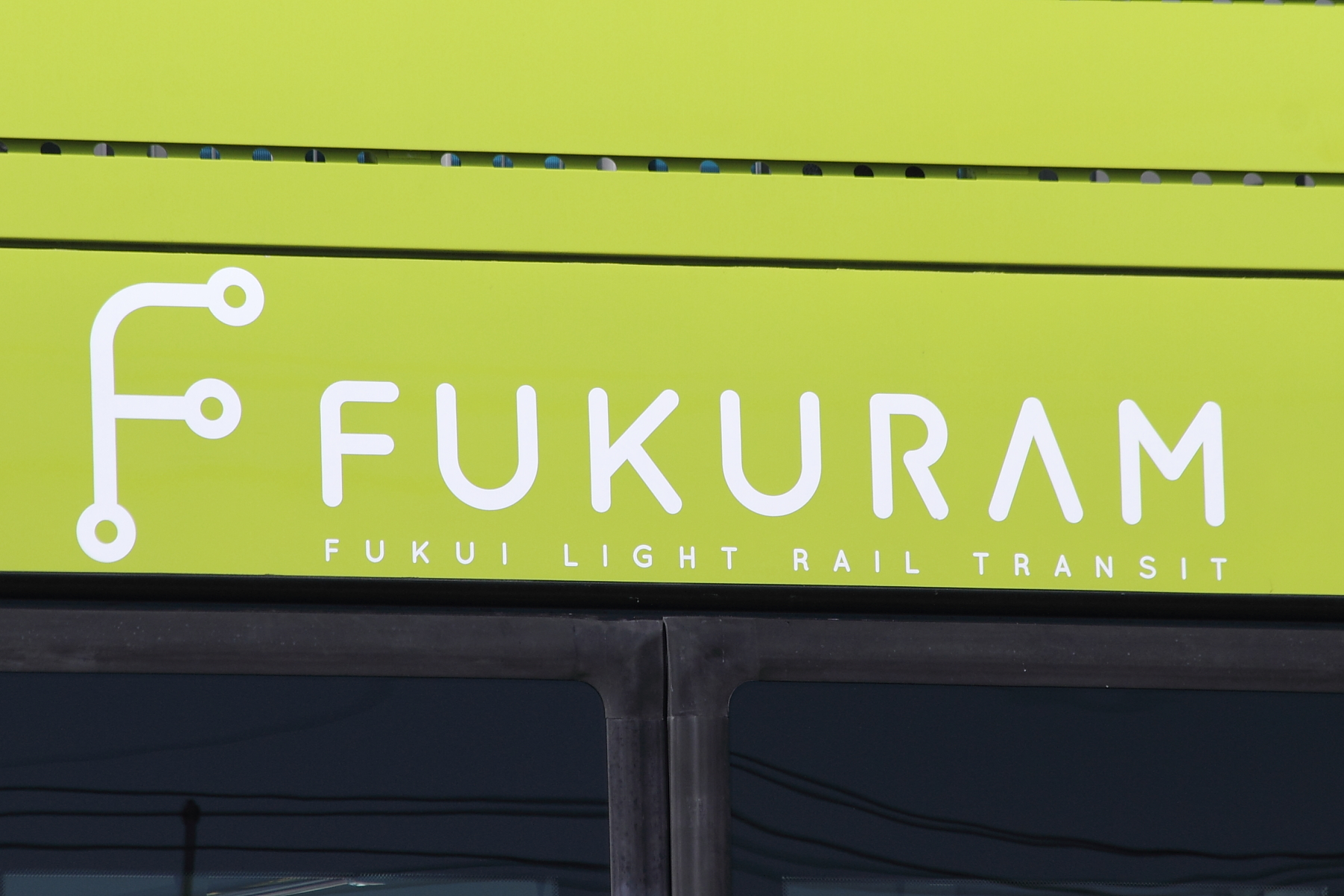
車体のロゴ（2016年3月）

前述の通り、第1編成の運行開始に先立ってデザイン投票が行われたが、これに続いて福井鉄道は愛称も県民から募集した。260点の応募があり、その中から「FUKURAM」（フクラム）という愛称が選ばれ、第1編成の出発式で発表された。
福井鉄道によると「FUKURAM」という愛称は、「FUKUI」（福井）と「TRAM」（トラム、路面電車の意）を組み合わせた造語であり、福井鉄道を中心に街が膨らむ、人々の生活や思い、夢が膨らむ、という意味を込めたもの。さらに日本語を想起させる語感であり親しみや愛着が湧きやすいとの考えから採用したという。

## えちぜん鉄道への直通運転

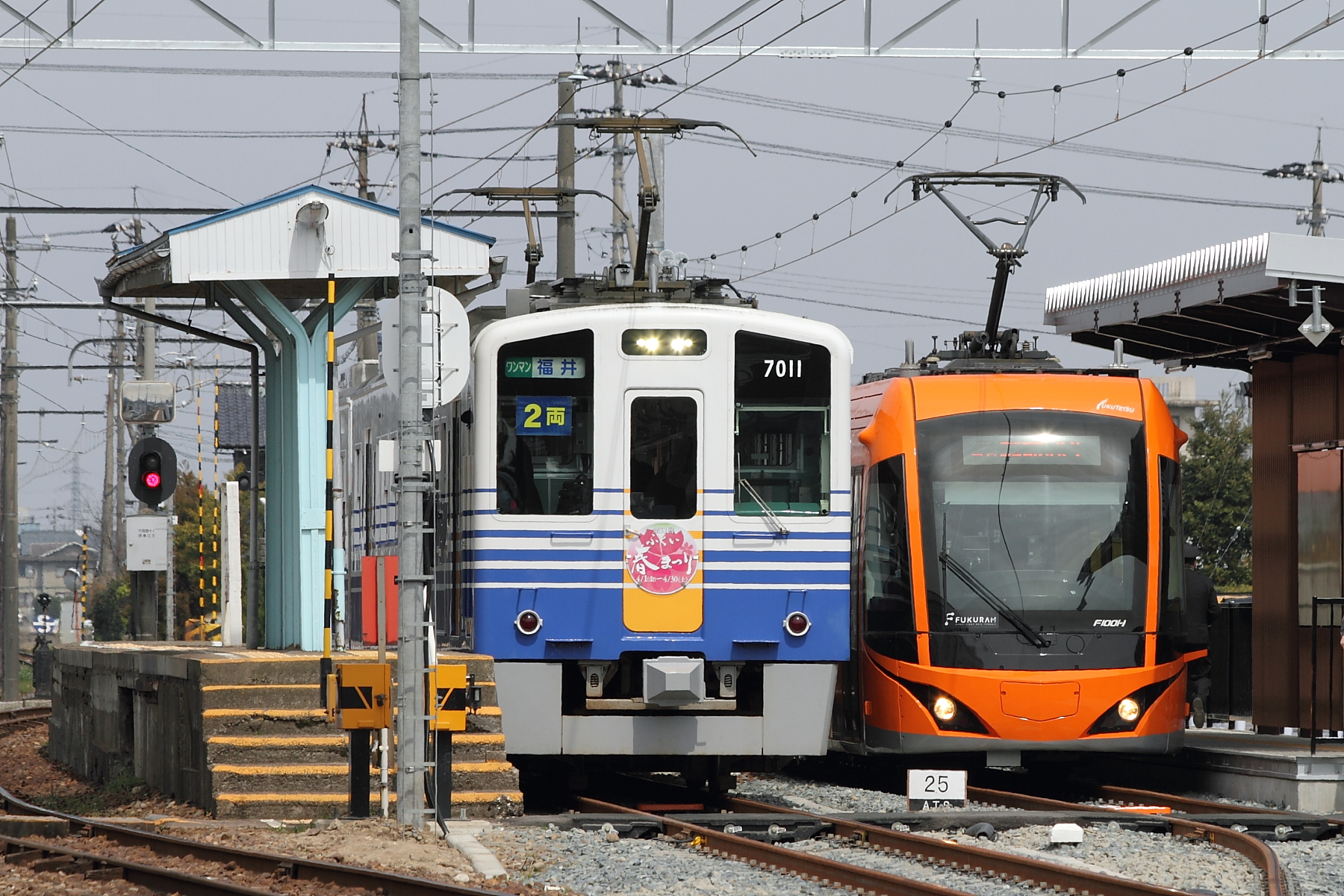
相互直通運転の終点鷲塚針原駅にて並ぶF1001とえちぜん鉄道MC7000形（2016年3月）

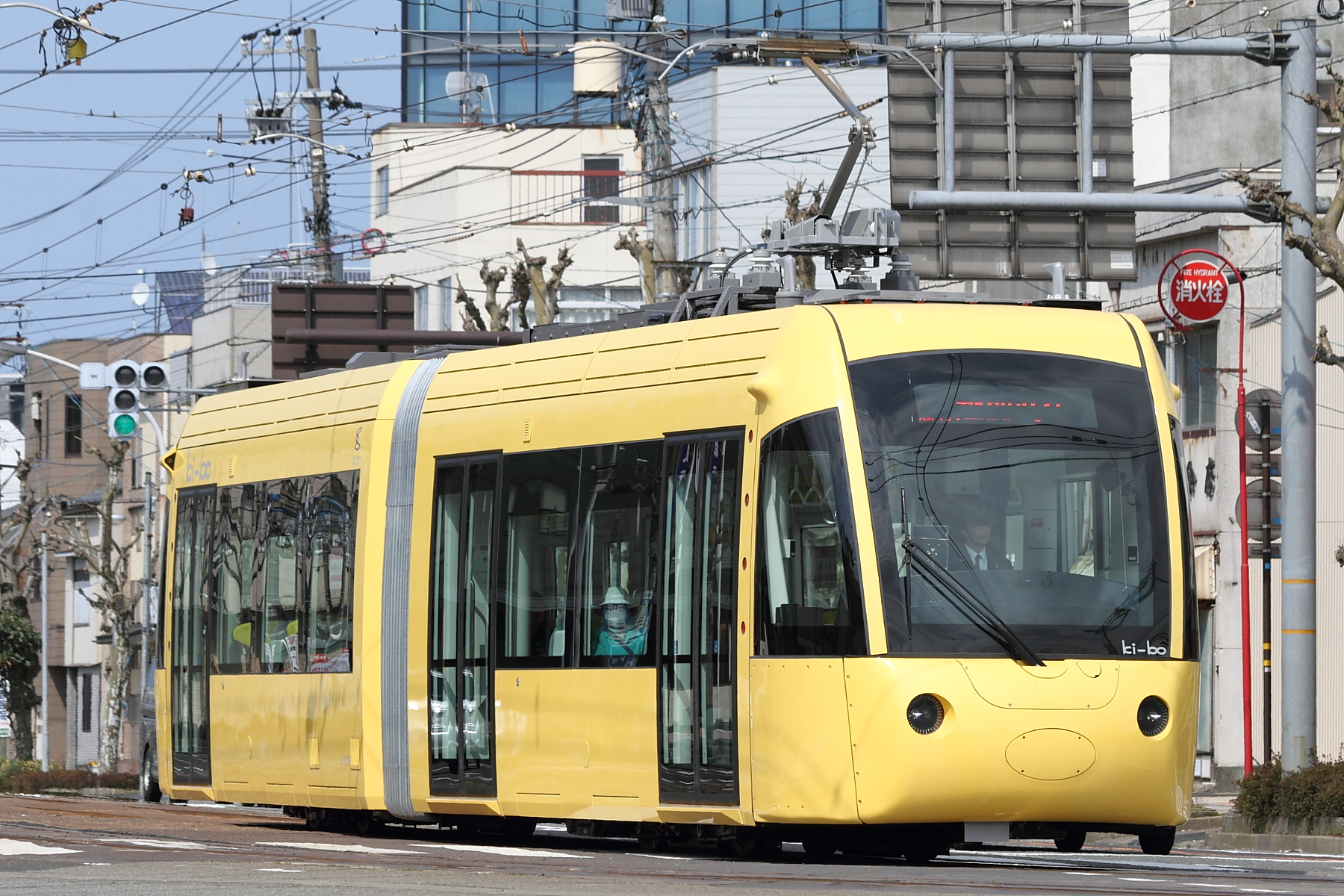
えちぜん鉄道が導入したL形「ki-bo」
（2016年3月・商工会議所前電停付近）

2016年3月27日、福井鉄道福武線とえちぜん鉄道三国芦原線の相互直通運転が開始された（フェニックス田原町ライン）。直通列車には、福井鉄道側は本形式を充当。一方、えちぜん鉄道側は相互直通運転にあわせて超低床電車L形（愛称「ki-bo」）を導入した。L形は本形式と同じ新潟トランシス製の超低床電車で、基本性能は同一。導入後はメンテナンスにおいて福井鉄道・えちぜん鉄道両社間で部品の相互融通などが行われる。
相互直通運転開始当初の時点においては、えちぜん鉄道への直通運転に投入されたのは本形式のうち第1編成と第2編成のみで、直通運転開始1週間前に導入された第3編成については用いない予定とされていた。本形式の車両検査時などに代車として用いられる予備車には770形が充てられたが、同形式は本形式よりも定員が少なく（定員90人で、えちぜん鉄道L形の定員100人よりも少ない）、実際の運行では利用客が乗りきれないことがあった。対策として、第3編成についても直通運転対応とする改良計画が立てられ、第4編成導入までに3編成すべてが直通運転対応となった。
第4編成も直通運転未対応で導入されたが、予備車として残る770形について、定員の問題に加えて乗降口にステップが存在するために高齢者や身体障害者から改善を求める声が絶えなかったため、第4編成にもあとから直通運転対応改造が施工された。その結果、2017年（平成29年）9月上旬より770形が運用から外れ直通列車はすべて本形式およびえちぜん鉄道L形という超低床電車による運転となった。